# رافائيل مايتيمو
رافائيل مايتيمو (بالهولندية: Raphael Maitimo)‏ (17 مارس 1984 بروتردام في هولندا - ) هو لاعب كرة قدم هولندي في مركز الوسط. شارك مع منتخب هولندا تحت 17 سنة لكرة القدم ومنتخب إندونيسيا لكرة القدم. أما مع النوادي، فقد لعب مع برسيجا جاكارتا وفاينورد ونادي آريما كرونوس ونادي دوردريخت ونادي سريويجايا وناك بريدا وVV Capelle ‏ وميترا كوكار ‏ وSC Feyenoord ‏ وBeijing Institute of Technology F.C. ‏ وLampung Sakti F.C. ‏.

## روابط خارجية
- رافائيل مايتيمو على موقع قاعدة بيانات كرة القدم.إي يو (الإنجليزية)
- رافائيل مايتيمو على موقع ناشيونال فوتبول تيمز (الإنجليزية)
- رافائيل مايتيمو على موقع Soccerway.com (الإنجليزية)